# Hailie Sahar
Hailie Sahar (Los Ángeles, 12 de julio de 1988) es una actriz transgénero estadounidense. Es conocida por su interpretación de Lulu Ferocity en la serie de televisión Pose.

## Primeros años
El padre de Sahar era predicador en una iglesia bautista y ella creció en un hogar religioso en Los Ángeles. Sahar tiene cinco hermanos. Cuando era niña, Sahar fue bailarina del equipo WNBA de Los Ángeles, las Sparks. Participó en la escena ball de Los Ángeles y, a los 18 años, se convirtió en una de las líderes más jóvenes en ser madre de una casa, aproximadamente un año después de unirse a ella. Más tarde, se mudó a la Casa del Encanto (House of Allure). Ella se describe a sí misma como una mujer con experiencia trans.

## Carrera
Sahar consiguió su primer papel en pantalla en Leave It on the Floor de 2011. Ella también fue elegida para interpretar personajes secundarios en Mr. Robot y Transparent. Sahar también protagonizó la producción Off-Broadway de Charm. Sahar interpreta a Lulú como parte del elenco principal de Pose, una serie de FX TV que comenzó en 2018. En 2019, Sahar comenzó a interpretar al personaje recurrente Jazmin en el programa de televisión de Freeform Good Trouble.

## Filmografía

### Películas
| Año  | Título                | Personaje | Notas |
| ---- | --------------------- | --------- | ----- |
| 2011 | Leave It on the Floor | Cajera    |       |

### Series
| Año           | Título       | Personaje        | Notas              |
| ------------- | ------------ | ---------------- | ------------------ |
| 2016          | Transparent  | Adriana          | Episodio: "Elizah" |
| 2017          | Mr. Robot    | Dama de la noche | 2 episodios        |
| 2018-presente | Pose         | Lulú Ferocity    | 16 episodios       |
| 2019-presente | Good Trouble | Jazmín           | 6 episodios        |
| 2019          | EastSiders   | Martha           | 4 episodios        |
| 2020          | Equal        | Sylvia Rivera    | Docuserie          |

## Premios
2015: Ganadora del concurso Queen Usa.